# Flowers in the Attic
Pour plus de détails, voir Fiche technique et Distribution.
Flowers in the Attic est un thriller psychologique américain réalisé par Jeffrey Bloom (en), sorti en 1987.
Il s'agit de l'adaptation du roman éponyme de Virginia C. Andrews, intitulé en français Fleurs captives.

## Synopsis
Après la mort de son mari, une mère déménage avec ses enfants pour retourner vivre avec ses propres parents dans un vieux manoir décrépit. Une fois là-bas, elle commence à délaisser ses enfants, les laissant enfermés dans leur chambre, située juste en dessous du grenier. Elle est la seule à venir les voir de temps en temps, mais de manière de plus en plus espacée. Elle semble bien plus concernée par la perspective de l'héritage qu'elle recevra quand son père malade sera décédé, au point d'envisager même d'aider la mort à venir…
Ce film est nommé Flowers in the Attic en référence au faux jardin qu'ils ont construit dans le fameux grenier.

## Fiche technique
Sauf indication contraire, les informations mentionnées dans cette section peuvent être confirmées par la base de données cinématographiques IMDb,  présente dans la section « Liens externes ».
- Titre original et français : Flowers in the Attic
- Réalisation : Jeffrey Bloom (en)
- Scénario : Jeffrey Bloom, d'après le roman éponyme de Virginia C. Andrews
- Musique : Christopher Young
- Décors : John Muto
- Costumes : Ann Somers Major
- Photographie : Frank Byers et Gil Hubbs
- Montage : Thomas Fries et Gregory F. Plotts
- Production : Thomas Fries et Sy Levin
- Société de production : Fries Entertainment
- Société de distribution : New World Pictures
- Pays de production :  États-Unis
- Langue originale : anglais
- Format : couleur
- Genre : thriller fantastique
- Durée : 93 minutes
- Date de sortie : 
  - États-Unis : 20 novembre 1987

## Distribution
- Louise Fletcher : Olivia Foxworth
- Victoria Tennant : Corrine Dollanganger
- Kristy Swanson : Cathy Dollanganger
- Jeb Stuart Adams : Chris Dollanganger
- Ben Ryan Ganger : Cory Dollanganger
- Lindsay Parker (en) : Carrie Dollanganger
- Marshall Colt : Christopher Dollanganger
- Nathan Davis : Malcolm Foxworth
- Brooke Fries : la fleuriste
- Alex Koba : John Hall
- Leonard Mann : Bart Winslow
- Virginia C. Andrews : une employée (non créditée)

## Production

### Tournage
| - Le Castle Hill. - Le Greystone Mansion. |

Le tournage a lieu au manoir de Castle Hill, avec son style néo-Tudor, à Ipswich (Massachusetts), pour en faire un Foxworth Hall du film, ainsi que le manoir de Greystone à Beverly Hills (Californie) pour la scène finale — où Cathy Dollanganger pousse sa mère, Corrine, hors du balcon, porté étranglée par son son voile de mariée coincé dans le treillis. Il a également lieu à Mansfield (Ohio) et dans la 1960 La France Avenue à South Pasadena (Californie).

### Musique
À l'origine, la réalisatrice Jeffrey Bloom voulait que David Shire compose la musique du film, mais les producteurs ont choisi Christopher Young.

## Distinctions

### Récompense
- Young Artist Award 1989 : meilleure jeune actrice dans un film d'horreur ou de mystère pour Kristy Swanson

### Nomination
- Saturn Award 1988 : Meilleure actrice dans un second rôle pour Louise Fletcher